# 부르고뉴 공작 루이
부르고뉴 공작 루이(프랑스어: Louis, duc de Bourgogne, 1682년 8월 16일 ~ 1712년 2월 18일)는 프랑스 왕국의 왕세손(도팽)이었다.
루이 14세의 손자로 루이 왕세자와 바이에른의 마리아 아나 빅토리아 사이에서 장남으로 태어났다. 아버지와 마찬가지로 국왕으로 즉위하지 못하고 죽었기 때문에 프티 도팽(le Petit Dauphin, 작은 도팽)이라고 부르기도 한다. 아버지는 그랑 도팽(le Grand Dauphin, 큰 도팽)으로 불린다.
1697년 사부아의 마리 아델라이드와 결혼해 세 명의 아들을 두었지만 어른이 될 때까지 살아남은 아들은 막내 루이(훗날의 루이 15세)뿐이다. 부르고뉴 공작 루이는 1712년 궁정에 유행한 홍역으로 아내가 죽은 지 며칠 되지 않아 죽었다.

## 자녀
| 사진 | 이름               | 생일            | 사망                  | 기타                    |
| ---- | ------------------ | --------------- | --------------------- | ----------------------- |
|      | 부르고뉴 공작 루이 | 1704년 6월 25일 | 1705년 4월 13일       | 요절                    |
|      | 부르고뉴 공작 루이 | 1707년 1월 8일  | 1712년 3월 8일(5세)   | 사혈치료를 받다가 요절. |
|      | 루이 15세          | 1710년 2월 15일 | 1774년 5월 10일(64세) | 왕위 계승. 슬하 2남 8녀 |